# Érezée
Érezée är en kommun i Belgien.   Den ligger i provinsen Luxemburg och regionen Vallonien, i den sydöstra delen av landet, 110 km sydost om huvudstaden Bryssel. Antalet invånare är 3 098.
I omgivningarna runt Érezée växer i huvudsak blandskog. Runt Érezée är det ganska glesbefolkat, med 26 invånare per kvadratkilometer.